# Montagny-les-Lanches
Montagny-les-Lanches is een gemeente in het Franse departement Haute-Savoie (regio Auvergne-Rhône-Alpes) en telt 369 inwoners (1999). De plaats maakt deel uit van het arrondissement Annecy.

## Geografie
De oppervlakte van Montagny-les-Lanches bedraagt 4,4 km², de bevolkingsdichtheid is 83,9 inwoners per km².
De onderstaande kaart toont de ligging van Montagny-les-Lanches met de belangrijkste infrastructuur en aangrenzende gemeenten.

## Demografie
Onderstaande figuur toont het verloop van het inwonertal (bron: INSEE-tellingen).